# Profil ekonomiczny sektora
Profil ekonomiczny sektora – jedna z metod analizy sektora (otoczenia bliższego). Jest to ogólna, skrócona charakterystyka, oparta na opisie najważniejszych i najbardziej istotnych cech, decydujących o atrakcyjności sektora, takich jak:
- rozmiar rynku
- stopa wzrostu sektora
- liczba konkurentów i nabywców oraz ich koncentracja
- zakres konkurowania (lokalny, regionalny, krajowy, międzynarodowy)
- możliwość integracji w przód i w tył
- wielkość barier wejścia oraz wyjścia
- występowanie efektu doświadczeń (ekonomiki skali, efektu uczenia się)
- wymagania kapitałowe oraz rentowność

Największą zaletą tej metody jest mała pracochłonność, a także dzięki dużej dostępności najważniejszych informacji, charakteryzujących sektor, łatwość sporządzenia.